# Gamzat Beg
Gamzat Beg (Hamza Beg) fou el segon imam de Txetxènia i Daguestan, successor de Kazi Mullah (Ghazi Molla o Ghazi Muhammad) al front del moviment nacional i religiós dels nakhsbendites, quan fou mort pels russos a Gyumri el 17 (29) d'octubre de 1832.
Va lluitar al mateix temps contra russos, contra els que se'ls havien sotmès, i contra els kans àvars aliats dels russos, tot i que ell mateix era de la famílua d'un kan àvar (era un čanka, és a dir un fill del kan nascut amb una dona d'origen inferior i sense dret successori). Els russos el van derrotar a Chumkeskent l'1 de desembre de 1831 però de manera parcial i va poder seguir la lluita. El 13 d'agost de 1834 va derrotar i massacrar als kans àvars a la riba del Tobor prop de Khunzak, la capital, que va ocupar després d'expulsar els russos, i una vegada a la ciutat es va proclamar kan, el que li va costar ser assassinat a la mesquita de la ciutat per un germa del famós Hadjdji Murad (lloctinent de Xamil). Xamil el va succeir.